# Georges Gautschi
Georges Harold Roger Gautschi (ur. 6 kwietnia 1904, zm. 12 lutego 1985) – szwajcarski łyżwiarz figurowy, startujący w konkurencji solistów. Brązowy medalista igrzysk olimpijskich w Chamonix (1924), brązowy medalista mistrzostw świata (1930), wicemistrz (1929) i brązowy medalista mistrzostw Europy (1926), 3-krotny mistrz Szwajcarii (1926, 1927, 1931).

## Osiągnięcia
| Zawody                 | 1922           | 1923           | 1924           | 1925           | 1926           | 1927           | 1928           | 1929           | 1930           | 1931           |                |                |                |                |                |                |                |
| Międzynarodowe         | Międzynarodowe | Międzynarodowe | Międzynarodowe | Międzynarodowe | Międzynarodowe | Międzynarodowe | Międzynarodowe | Międzynarodowe | Międzynarodowe | Międzynarodowe | Międzynarodowe | Międzynarodowe | Międzynarodowe | Międzynarodowe | Międzynarodowe | Międzynarodowe | Międzynarodowe |
| ---------------------- | -------------- | -------------- | -------------- | -------------- | -------------- | -------------- | -------------- | -------------- | -------------- | -------------- | -------------- | -------------- | -------------- | -------------- | -------------- | -------------- | -------------- |
| Igrzyska olimpijskie   |                |                | 3              |                |                |                |                |                |                |                |                |                |                |                |                |                |                |
| Mistrzostwa świata     |                |                |                | 6              |                | 4              |                |                | 3              |                |                |                |                |                |                |                |                |
| Mistrzostwa Europy     | 9              |                | 7              | 4              | 3              |                |                | 2              |                |                |                |                |                |                |                |                |                |
| Krajowe                |                |                |                |                |                |                |                |                |                |                |                |                |                |                |                |                |                |
| Mistrzostwa Szwajcarii |                |                |                |                | 1              | 1              |                |                |                | 1              |                |                |                |                |                |                |                |